# Die Königin von Honolulu
Die Königin von Honolulu (plattdeutsch: De Keunigin von Honolulu) ist ein plattdeutsches Volksstück von Gorch Fock aus dem Jahr 1913. Es handelt sich um ein komödiantisches Singspiel.
Die Uraufführung fand 1916 am Thalia Theater in Hamburg statt. Nach 1950 stand das Stück mehrere Jahre auf dem Spielplan des Ohnsorg-Theaters.

## Entstehung und Aufbau
Die Königin von Honolulu war eine Auftragsarbeit, die Fock im November 1913 schrieb. Von dem aus vier Akten bestehenden Ursprungswerk sind nur noch Fragmente erhalten geblieben.
Die seit den 1960er Jahren aufgeführte Neufassung des Bühnenstücks von Günther Siegmund besteht aus drei Akten.

## Handlung
Um 1910 vertreiben sich sechs Matrosen die Zeit in der Hafenkneipe „Die Königin von Honolulu“ im Hamburger Stadtteil St. Pauli. Der Wirt Krischon, genannt Krischon Honolulu, ist früher selbst zur See gefahren und jetzt noch als Heuerbaas tätig. Die sechs Matrosen bedrängen ihren Heuerbaas, ihnen jetzt bald eine neue Heuer zu beschaffen, aber es werden zurzeit keine Matrosen gesucht. Die sechs Matrosen unterhalten sich mit Klönschnack, Musik oder Krischon, der Ewerführer Jonni und die inzwischen volljährige Waise Lieschen sorgen für gute Laune.
Endlich läuft im Hafen eine amerikanische Luxusjacht ein. Die Jacht hat den gleichen Namen wie die Kneipe, nämlich auch „The Queen of Honolulu“, also „Die Königin von Honolulu“. Der Besitzer, der etwas spleenige Millionär William Thompson, sucht tatsächlich Matrosen für eine Weltreise, die auch nach Honolulu führen soll. Keine Frage, dass die sechs Matrosen versuchen, die Heuer zu bekommen. Als der Wirt erfährt, dass die Fahrt auch zu seinem geliebten Honolulu führen soll, übergibt er die Kneipe seinem Freund, dem Ewerführer Jonni Wiedenbüx, und lässt sich auch anheuern. Lieschen zieht sich Männerkleidung an und möchte auch mit auf große Fahrt. Dazu passt nur nicht, dass der Millionär Frauen nicht ausstehen kann – aber das könnte sich ja ändern.

## Aufführungen
Die Uraufführung des Stückes fand am 18. September 1916 im Thalia Theater (Hamburg) durch die Gesellschaft für dramatische Kunst unter der Regie von Richard Ohnsorg statt. Sie war Teil einer Gedenkfeier für den im selben Jahr gefallenen Autor Gorch Fock. Die Aufführung fand äußerst positive Resonanz bei Publikum und Presse, führte innerhalb kurzer Zeit zu 25 Wiederholungen und gilt als Geburtsstunde der niederdeutschen Bühne.
Nach dem Zweiten Weltkrieg wurde Die Königin von Honolulu im  Ohnsorg-Theater Hamburg aufgeführt, zunächst während der Spielzeit 1950/51, dann 1965/66 und 1975/76 in einer Neufassung von Günther Siegmund mit Musik von Walter Bullerdiek. Letztere, von Günther Siegmund inszenierte Aufführungen wurden auch als Fernsehübertragung des NDR gezeigt und auf Video und DVD vermarktet. Auch eine Schallplattenfassung wurde veröffentlicht.
Mitwirkende in der Spielzeit 1965/66:
- Krischon Honolulu: Otto Lüthje
- Doris: Erna Raupach-Petersen
- Fränzi: Christa Wehling
- Senta: Ulla Mahrt
- Lieschen: Heidi Mahler
- William Thompson: Jochen Schenck
- Hannes Meier: Karl-Heinz Kreienbaum
- Doktor: Rudolf Möller
- Jan: Heinz Lanker
- Tetje: Edgar Bessen
- Scharli: Heini Kaufeld
- Hollander: Rolf Bohnsack
- Jens: Günther Siegmund
- Jonni Wiedenbüx: Werner Riepel
- Antje: Hilde Sicks
- Konsulatsbeamter: Hanno Thurau.

Mitwirkende in der Spielzeit 1975/76: Hilde Sicks, Heidi Mahler, Jens Scheiblich, Jürgen Pooch, Werner Riepel, Edgar Bessen.

## Hörspiele
- 1926: Die Königin von Honolulu – Regie: Hans Böttcher, mit Richard Ohnsorg (Krischan Honolulu), Elsa Walther (Doris), Edith Scholz (Fränzi, deren Tochter), Edith Künzel (Senta, deren Tochter), Aline Bußmann (Lieschen, eine Waise, Honolulus Pflegetochter), Hermann Möller (Hannes Meier, Steuermann), Hans Langmaack (Jonny Wiedebüx), Hannah Ullrich (Antje, Honolulus Köksch), Paul Möhring (Dokter Albertroß) u. a. – Zwei Live-Übertragungen (ohne Aufzeichnung) in niederdeutscher Sprache am 29. Juni 1926 und am 21. August 1926, hier mit leicht veränderter Besetzung – Produzent: Nordische Rundfunk AG (NORAG)
- 1967: De Keunigin von Honolulu – Bearbeitung und Regie: Günther Siegmund. Die Besetzung ist weitgehend mit der der Fernsehübertragung von 1966 (s. oben) identisch. Zusätzlich fungierte hier Rudolf Kinau (jüngerer Bruder von Gorch Fock) als Erzähler. Erstsendung am 9. Oktober 1967 – Produzent: Norddeutscher Rundfunk (NDR). Das Tondokument ist noch erhalten.

## Rezension
Fock selbst schätzte sein Werk als schwach ein.
Albrecht Janssen urteilte 1920 in der Literaturzeitschrift Das literarische Echo wie folgt: „Gorch Fock wandelt in ‚seiner Königin von Honolulu‘ alte ausgetretene Wege, und obwohl sein lustiges Stück uns zum herzhaften Lachen reizt, literarische Qualitäten sucht man hier vergebens.“